# María Comba
María Magdalena Comba (Marcos Juárez, 10 febbraio 1964) è un'ex cestista argentina.

## Carriera
Con l'Argentina ha disputato i Campionati mondiali del 1998.